# 亞茨冰川
70°49′S 62°12′W / 70.817°S 62.200°W
亞茨冰川（英語：Yates Glacier）是南極洲的冰川，位於帕爾默地東岸，處於馬西森冰川以南4.8公里，最終注入萊爾克灣西部，以英國研究隊的測量員命名。